# Västerviks och Oskarshamns valkrets
Västerviks och Oskarshamns valkrets var en särskild valkrets med ett mandat vid riksdagsvalen till andra kammaren 1866–1872 samt 1878–1884. Valkretsen, som omfattade Västerviks stad och Oskarshamns stad men inte den omgivande landsbygden, utvidgades i valet 1875 till Västerviks, Oskarshamns och Borgholms valkrets men återinfördes i valet 1878. Inför extravalet 1887 fördes Västervik till Västerviks, Vimmerby och Eksjö valkrets medan Oskarshamn fördes till Växjö och Oskarshamns valkrets.

## Riksdagsmän
- Carl Fredrik Carlsson (1867–1868)
- Carl Tenger (1869–1872)
- Gustaf Maechel (1873–1875)

För perioden 1876–1878, se Västerviks, Oskarshamns och Borgholms valkrets
- Bertrand Lindgren (1879–1887)